# حال کامل
زمان حال کامل(به انگلیسی: Present perfect) نام یک زمان دستوری دارای نمود کامل است. در زبانهایی مانند فارسی و انگلیسی نمود کامل نقش مهمی در کارکردهای زمان حال کامل بازی می‌کند و به نوعی موجب می‌شود تقسیم‌بندی رایج محور زمان به دو بخش گذشته و غیرگذشته که در سه گانهٔ زمان-نمود-وجه برای نامگذاری زمانهای دستوری به کار می‌رود مخدوش شود. از اینرو در مواردی آنرا با لفظ گذشته (مانند اصطلاح ماضی نقلی در فارسی) و در مواردی حال (مانند اصطلاح حال کامل در انگلیسی) معرفی کرده‌اند. میان کارکردهای زمان حال کامل در زبانهای دارای این زمان مشابهت‌هایی وجود دارد ولی یکسانی نیست و دستورنویسان به‌طور سنتی این زمان و به‌طور کل زمانهای دارای نمود کامل را به صورت زبان‌ویژه بررسی کرده‌اند.در زبان فارسی دو زمان دستوری حال کامل و ماضی بعید دارای نمود کامل هستند.

## در فارسی

### ساختار زمان حال کامل در نوشتار رسمی فارسی
در نوشتار رسمی حال کامل در فارسی به صورت «صفت مفعولی + ام/ای/[است]/ایم/اید/اند» است که صفت یا اسم مفعولی متشکل از ستاک گذشته+ـه می‌باشد. در صیغهٔ سوم شخص مفرد «است» می‌تواند حذف شود و این در ادبیات فارسی سابقه دارد. برای نمونه صرف فعل رفتن در زمان حال کامل چنین است:
رفته‌ام، رفته‌ای، رفته [است]، رفته‌اید رفته‌ایم، رفته‌اند
برخی دستورپژوهان با در نظر گرفتن اینکه هر گروه فعلی لزوماً باید دارای یک فعل باشد و تحلیل «ـه» به عنوان تکواژ تصریفی نمود کامل که در زمانهای حال کامل و ماضی بعید بروز میابد ساختار بالا را رد می‌کنند و قائل به ساختار «ستاک گذشته+ـه (به عنوان تکواژ نمود کامل) + شناسهٔ فعل (ام/ای/[است]/ایم/اید/اند)» هستند.

### در زبان محاوره
در زبان محاوره صورت آوایی زمان گذشته ساده و زمان حال کامل در تمام صیغه‌ها به جز سوم شخص مفرد تنها به واسطه محل قرارگیری تکیه است که از هم بازشناخته می‌شوند. به عنوان نمونه صیغهٔ سوم شخص جمع فعل رفتن در زمان گذشته ساده /‎/'raf.tan
و در زمان حال کامل /raf.'tan/ است (علامت آپستروف «'» در ابتدای هجا نشاندهندهٔ تکیه‌دار بودن آن است و نقطه جداکنندهٔ هجاها است). زبان فارسی‌زبانی تکیه پایانی شناخته می‌شود یعنی جایگاه نرمال تکیه در زبان فارسی انتهای واژه است ولی اگر وندهای تصریفی و اشتقاقی به واژه ملحق شوند آنها تکیهٔ واژه را می‌برند و واژبستها تکیه‌بر نیستند. به عنوان نمونه در واژهٔ تک‌هجایی «رفت» /‎/'raft و در «رفته» /raf.'te/ (متشکل از رفت+ـه که «ـه» تکیه‌بر است) تکیه روی هجای پایانی و در واژهٔ «برو» /'bo.ro/ (تشکیل شده از تکواژ تصریفی امرسازِ «بـ» که تکیه‌بر است بعلاوهٔ بن مضارع «رو») تکیه روی هجای آغازین می‌افتد. شناسه‌های ام/ای/ایم/اید/اند واژه‌بست هستند و تکیه‌بر نیستند. «اید» و «اند» در محاوره به این /in/ و ان /an/ تبدیل می‌شوند؛ بنابراین هنگام الحاق این شناسه‌ها به زمان گذشته ساده تغییری در جایگاه تکیه ایجاد نمی‌شود. به عنوان نمونه در ساخت صیغه سوم شخص جمع گذشته ساده فعل رفتن ستاک گذشته «رفت» /‎/'raft پس از اضافه شدن واژه‌بست «ان» بدون تغییر در جایگاه تکیه به «رفتن» /‎/'raf.tan تبدیل می‌شود. اما در صیغه‌های محاورهٔ زمان حال کامل اتفاقی که رخ می‌دهد این است که زیرساخت تشکیل شده از ستاک گذشته+ تکواژ تصریفی «ـه» +شناسه هستند و صامت میانجی بست چاکنایی نیز میان تکواژ «ـه» و شناسه قرار می‌گیرد (به عنوان نمونه داریم «رفته‌اند» /raf.'te. ?and/) سپس در محاوره‌ای شدن این ساخت ابتدا تکواژ تصریفی «ـه» که تکیهٔ واژه را عهده‌دار بوده حذف می‌شود. متعاقب آن دیگر نیازی به صامت میانجی بست چاکنایی نیست و آن نیز حذف می‌گردد و در نهایت تکیهٔ حذف شدهٔ تکواژ تصریفی «ـه» خود را به صورت کشش واکه‌ای در شناسه‌های ام/ای/ایم/اید/اند نشان می‌دهد. به عنوان نمونه پس از اعمال این فرایند از «رفته‌اند» /raf.'te. ?and/ خواهیم داشت «رفتند» که شناسه هم کوتاهتر می‌شود و در نهایت صورت «رفتن» /raf.'tan/ به دست می‌آید.

#### تمایز نهادن بین گذشته ساده و حال کامل در شکسته‌نویسی
همانگونه که مشاهده شد پنج صیغهٔ حال کامل در فرمهای نوشتاری نشأت گرفته از زبان محاوره‌ای هم‌نویسه با پنج صیغه از زمان گذشته ساده هستند. امروزه که در محیطهای رقومی نوشتن به زبان محاوره رایج است این یکسانی می‌تواند موجب کج‌فهمی و گمراهی خوانندگان شود. پیشنهادهایی برای فرق نهادن بین فرمهای شکسته‌نویسی شده پنج صیغه این دو زمان داده شده‌است. از جمله امید طبیب‌زاده در کتاب فارسی شکسته پیشنهاد داده که برای پنج صیغه حال کامل تکواژ تصریفی حذف شده «ـه» را به نوشتار برگردانیم.

### زمان حال کامل در دستورهای فارسی
میرزا حبیب اصفهانی به عنوان پیشگام دستورنویسی جدید در ایران در دستور سخن اصطلاح «ماضی قریب» و در دبستان پارسی اصطلاح «ماضی نقلی» را برای ساختهایی مانند 'خوانده‌ام' به کار می‌برد و در تعریف آن می‌نویسد «اگر گوینده چیزی را به طریق مسموع و از روی شک و شبهه گوید، آن را ماضی نقلی گویند». این نامگذاری و تعریف اشاره به کارکرد گواه‌نماییِ با واسطهٔ این ساخت در زبان فارسی دارد. اصطلاح ماضی نقلی یا گذشته نقلی برای اشاره به این ساخت در زبان فارسی متداول شده‌است.
قریب و دیگران در دستور پنج استاد ماضی نقلی را زیرمجموعهٔ زمان گذشته معرفی می‌کنند که به عمل انجام شده اشاره دارد و از حیث معنایی دو معنای ثبوت (معدوم نشده) و حدوث (رخ داده، حاصل شده) را برای آن قائل می‌شوند. آنها برای معنای ثبوت جمله سهراب ایستاده‌است و برای معنای حدوث جمله نوکر آمده‌است را مثال می‌زنند.
خانلری در کتاب دستور زبان فارسی(۱۳۵۱) در تعریف ماضی نقلی می‌نویسد «گفتگو از فعلی است که در گذشته واقع شده‌است اما اثر یا نتیجه آن تا زمان حال باقی است.» خانلری این مثالها را برای ماضی نقلی ذکر می‌کند: حسن به مدرسه رفته‌است (و هنوز آنجاست). من این کتاب را خوانده‌ام (و هنوز مطالب آن به یادم هست).
علی اشرف صادقی و غلامرضا ارژنگ در کتاب درسی دستور زبان فارسی(۱۳۵۸) اصطلاحهای زمان ماضی کامل و نقلی را برای این ساخت به کار می‌برند. ایشان نیز زمان حال کامل را نوعی از گذشته قلمداد کرده‌اند و چهار کاربرد برای آن ذکر کرده‌اند. اشاره به رخدادی که در گذشته شروع شده‌است ولی نتایج تا زمان حال باقی است (مثال: تا کنون ده نفر رسیده‌اند). اشاره به رخدادی که در گذشته شروع شده و تا زمان حال ادامه یافته (مثال: پرویز ایستاده‌است). بیان رخدادی که در گذشته سپری شده (مثال: این کتاب در قرن هشت نوشته شده‌است). و کاربرد آخر برای بازگو کردن عملی که فرد ناظر آن نبوده و صرفاً ناقل آن است (مثال: شنیدم که او به سفر رفته‌است).
ارژنگ در کتاب دستور زبان فارسی امروز کاربردهای زیر را برای ماضی نقلی عنوان می‌کند.
- برای زمان حال

ماضی نقلی افعالی مانند نشستن، خوابیدن، ایستادن و ماندن حالتی را در زمان حال می‌رسانند که از گذشته شروع شده و هنوز هم ادامه دارد.
مثال: «پرویز دو ساعت است که اینجا نشسته‌است»
- برای زمان گذشته

ماضی نقلی در این کاربرد بر کاری دلالت می‌کند که در گذشته کاملاً انجام یافته‌است.
مثال: «کورش در ۲۵ قرن پیش بابل را فتح کرده‌است»
- برای رساندن گذشته در آینده

مثال: «فردا دیگر کار از کار گذشته‌است»
- برای رساندن حال در آینده

مثال: «فردا صبح پشت میز کارم نشسته‌ام»
- برای رساندن شرط و احتمال قوی

مثال: «اگر او به اصفهان رفته باشد، پس چهل‌ستون را هم دیده‌است»

### واکاوی کارکردهای ماضی نقلی برای بیان رویدادی است که گوینده خود ناظر آن نبوده‌است
سه کارکرد کلی برای این مورد می‌توان درنظر گرفت. گاهی حضور قیدها یا عباراتی (مانند احتمالاَ، به نظر می‌رسد، گویا، معلوم است که و …) برداشت خواننده یا شنونده را به سوی یکی از این کاربردها رهنمون می‌کند. در غیر اینصورت با کمک گرفتن از بافت می‌توان تشخیص داد کدام کاربرد مدنظر بوده‌است. گاهی نیز به ویژه در نوشتار ابهام باقی می‌مانند و مثلاً هر دو برداشت کارکرد قطعی و استنباطی را می‌توان داشت.

#### کاربردی که گوینده بر اساس شواهد به نتیجه قطعی رسیده‌است
به عنوان مثال در جمله زیر گوینده با یک بوته‌زار سوخته مواجه می‌شود.

 بوته‌زار آتش گرفته [است].

#### استنباط از شواهد
در این استفاده گوینده از رویدادها یا شواهد به استنباطی می‌رسد. مانند مثال زیر که گوینده از شواهد به این نتیجه رسیده‌است که برادرش به دانشگاه رفته‌است.

وقتی به خانه آمدم، دیدم برادرم به خانه آمده و کتابهایش را برداشته و به دانشگاه رفته‌است.

مثال دیگر از این کاربرد:

آرمین خانه نیست؛ احتمالاً سر کار رفته [است].

#### گواه‌نمایی غیرمستقیم
استفاده دیگر از ماضی نقلی یا زمان حال کامل برای نقل کردن واقعهٔ نادیده‌ای است که گوینده تجربهٔ مستقیمی از آن نداشته یا استنباطی حاصل نکرده‌است بلکه صرفاً با واسطهٔ شخص دیگری آنرا گواه می‌دهد. این استفاده از زمان حال کامل در دستورهای فارسی تحت عناوینی مانند «بیان واقعهٔ نادیده» ذکر شده‌است و دو کاربرد بالا را نیز عموماً ذیل همین کاربرد گنجانده‌اند. به عنوان مثال این موقیعت را تصور کنید که سعید در مدرسه با همکلاسی خود با نام کوروش ملاقات می‌کند و کوروش به او می‌گوید که دیشب به او زنگ زد اما سعید گوشی را برنداشته است. حالا سعید پس از پایان مدرسه و در خانه به مادرش می‌گوید:
دیشب کوروش به من زنگ زده [است] ولی من متوجه نشدم.
فارسی باستان و میانه فاقد کارکرد گواه‌نمایی برای ساخت کامل هستند. همچنین بو اوتاس اظهار می‌کند در ادبیات فارسی کلاسیک نشانه‌ای از کاربرد گواه‌نما و استنباطی ساخت کامل نیافته‌است گرچه کامل ساده کارکردهای استنباطی و گزارشی داشته‌است. از طرفی این کاربردِ گواه‌نمایی زمان حال کامل محدود به زمان گذشته‌است و نقش و محدودهٔ آن شبیه همان نقش و محدوده‌ای است که لارس یوهانسن برای ترکی توصیف کرده‌است. از اینرو لارس یوهانسن اضافه شدن این کارکرد جدید برای ساخت کامل در زبانهای ایرانی را ترکی‌شدگی این زبانها تفسیر می‌کند. وی معتقد است این زبانها به واسطه مجاورت با زبانهای ترکی این کارکرد گواه‌نمایی را وام گرفته‌اند. لونوو-اتز این نظر را رد می‌کند و معتقد است از لحاظ درزمانی کارکرد گواه‌نمایی می‌تواند از طریق کاربردهای مشتق از نمود کامل شکل گرفته باشد.

## در انگلیسی
زمان حال کامل یا ماضی نقلی (Present Perfect) یکی از زمان‌های پرکاربرد در زبان انگلیسی است، که برای صحبت دربارهٔ عملی استفاده می‌شود که از گذشته شروع شده و تا زمان حال نیز ادامه داشته‌است که معمولاً همراه با کلمات for و since می‌آید.
مثال 1:we have been here for five hours
مثال2:we have been here since 2:00 p.m
در زمان حال کامل for، طول زمان و since، مبدا زمان را نشان می‌دهند
همچنین یکی دیگر از کاربردهای این زمان برای بیان تجارب گذشته‌است برای مثال:
I have gone there twice-1
We have played this game before-2

### کاربردها
- کاری که نقطه شروع آن در گذشته و تا زمان حال ادامه پیدا کرده‌است.

He has worked there since 1969.
- کاری که به تازگی کامل، تمام شده یا انجام شده.

He has just scored a goal.
- یک کار تمام شده که بر روی زمان حال تأثیر می‌گذارد.

He has bought new trainers and now he plays even better than before.
- چیزی که هرگز، یکبار، یا چندین بار تا زمان صحبت اتفاق افتاده.

He has never lost a match.

### ساختار گرامری
برای ساختن جمله در زمان حال فرساخت به فعل کمکی have به همراه شکل سوم از فعل اصلی (past participle یا ماده گذشته) نیاز داریم. جدول زیر ساختار جمله‌ها در زمان کنونی فرساخت را به صورت مثبت، منفی و پرسشی نشان می‌دهد.
| ضمیرها        | جمله مثبت            | جمله منفی                | جمله پرسشی            |
| ------------- | -------------------- | ------------------------ | --------------------- |
| I/you/we/they | I have played/spoken | I have not played/spoken | Have I played/spoken? |
| he/she/it     | he has played/spoken | he has not played/spoken | Has he played/spoken? |